# Raymond Tourrain
Raymond Joseph Félix Tourrain (ur. 4 lutego 1924 w Larnod, zm. 10 lutego 2000 w Besançon) – francuski polityk i samorządowiec, deputowany Zgromadzenia Narodowego, od 1986 do 1989 poseł do Parlamentu Europejskiego II kadencji.

## Życiorys
Syn Louisa Tourraina i Margueritte Beaupre, pochodził z rodziny rolniczej. Podczas II wojny światowej działał w ruchu Wolni Strzelcy i Partyzanci Francuscy, uczestniczył w kilku akcjach dywersyfikacyjnych. Od 1944 do 1946 służył w 1 Dywizji Wolnych Francuzów, później do 1958 zatrudniony w administracji francuskiej w Dakarze i w firmach zajmujących się zaopatrzeniem kolonii. Następnie przez wiele lat pracował jako agent ubezpieczeniowy i doradca, od 1973 prowadził własną firmę ubezpieczeniową. Opublikował także dwie książki, w tym jedną jako współautor.
Od lat 40. zaangażowany się w działalność kolejnych partii gaullistowskich: Zgromadzenia Ludu Francuskiego, Unii na rzecz Nowej Republiki, Unii Demokratów na rzecz Republiki i Zgromadzenia na rzecz Republiki. Od 1973 do 1982 był radnym departamentu Doubs, a od 1983 radnym miejskim Besançon. W latach 1978–1981 pozostawał deputowanym Zgromadzenia Narodowego VI kadencji. Od grudnia 1986 wykonywał mandat posła do Parlamentu Europejskiego (zastąpił André Rossiego). Przystąpił do Europejskiego Sojuszu Demokratycznego, został wiceprzewodniczącym Delegacji ds. stosunków ze Szwajcarią.